# Gottfried Jaud
Gottfried Jaud (* 9. Jänner 1937 in Jenbach) ist ein ehemaliger österreichischer Politiker (ÖVP) und Tischlermeister. Er war von 1989 bis 1999 Mitglied des Österreichischen Bundesrates und im zweiten Halbjahr 1994 bzw. im ersten Halbjahr 1999 dessen Präsident.

## Ausbildung und Beruf
Jaud besuchte zwischen 1943 und 1947 die Volksschule in Jenbach und von 1947 bis 1951 die Hauptschule in Jenbach. Er wechselte 1951 an die Bundesgewerbeschule für Maschinenbau in Bregenz, die er bis 1952 absolvierte. Danach erlernte er zwischen 1952 und 1955 den Beruf des Sägewerkers und besuchte parallel die Berufsschule. Er erlangte zwischen 1955 und 1956 die mittlere Reife am Staatlichen Holztechnikum Rosenheim und studierte in der Folge von 1956 bis 1960 an der Ingenieurschule Staatliches Holztechnikum Rosenheim. 1960 schloss er sein Studium mit einem Abschluss als Betriebstechniker der Holzindustrie ab und absolvierte seinen Präsenzdienst. Des Weiteren legte er 1965 die Meisterprüfung für das Tischlergewerbe ab. Beruflich war er zwischen 1961 und 1969 als Betriebsleiter im elterlichen Sägewerk bzw. der elterlichen Tischlerei tätig, ab 1970 war er als selbständiger Tischlermeister aktiv.

## Politik und Funktionen
Jaud begann seine politische Karriere 1977 als Gemeinderat seiner Heimatgemeinde Jenbach. Er wurde 1980 zum Vizebürgermeister gewählt, wobei er dieses Amt bis 1992 ausübte. Innerparteilich war er von 1979 bis 1988 als Ortsparteiobmann der Österreichischen Volkspartei Jenbach aktiv, zudem wirkte er zwischen 1987 und 1995 als Bezirksparteiobmann der Österreichischen Volkspartei Schwaz. Des Weiteren war Jaud von 1979 bis 1989 Ortsgruppenobmann des Österreichischen Wirtschaftsbundes Jenbach und von 1986 bis 1989 Bezirksgruppenobmann-Stellvertreter des Österreichischen Wirtschaftsbundes im Bezirk Schwaz. Des Weiteren war er von 1980 bis 1992 Mitglied des Kollegiums des Bezirksschulrates. Jaud wurde am 4. April 1989 Mitglied des Österreichischen Bundesrates, der er in der Folge bis zum 30. Juni 1999 angehörte. Er stand dem Bundesrat zudem vom 1. Juli 1994 bis zum 31. Dezember 1994 und vom 4. April 1999 bis zum 30. Juni 1999 als Präsident vor. Er war zudem von 1996 bis 1998 stellvertretender Ausschussvorsitzender im Gesundheitsausschuss des Bundesrates, von 1996 bis 1998 stellvertretender Ausschussvorsitzender im Wirtschaftsausschuss des Bundesrates und von 1998 bis 1999 stellvertretender Ausschussvorsitzender im Ausschuss für wirtschaftliche Angelegenheiten des Bundesrates.

## Auszeichnungen
- 1999: Großes Goldenes Ehrenzeichen mit dem Stern für Verdienste um die Republik Österreich[1]